# Parafia Świętej Rodziny w Wiechlicach
Parafia Świętej Rodziny w Wiechlicach – parafia rzymskokatolicka, terytorialnie i administracyjnie należąca do diecezji zielonogórsko-gorzowskiej, do dekanatu Szprotawa. W parafii posługują księża diecezjalni.